# 3643 Tienchanglin
A 3643 Tienchanglin (ideiglenes jelöléssel 1978 UN2) a Naprendszer kisbolygóövében található aszteroida. A Bíbor-hegyi Obszervatórium fedezte fel 1978. október 29-én.